# Gerhard Schulz (Fußballspieler)
Alexander Karl Gerhard Schulz (* 15. Juni 1911 in Steglitz; † nach 1959) war ein deutscher Fußballspieler.

## Karriere
Gerhard Schulz debütierte als 20-Jähriger für die erste Mannschaft von Hertha BSC am 6. Spieltag der Saison 1931/32 bei der 0:2-Heimniederlage gegen NSC Südstern 08. Anschließend bestritt er alle restlichen Saisonspiele und konnte am Saisonende 16 Treffer in 13 Partien vorweisen. Lediglich Bruno Lehmann hatte mit 21 Toren in 16 Einsätzen noch öfter getroffen. Dennoch konnte Hertha erstmals seit 1924 nicht die VBB-Oberliga gewinnen. Doch schon in der Saison darauf wurde diese Scharte ausgewetzt. Schulz lief nur sechsmal auf, erzielte aber trotzdem zehn Treffer. In der Endrunde um Deutsche Meisterschaft bestritt der Stürmer die einzige Partie, musste sich aber mit der Alten Dame Hindenburg Allenstein mit 1:4 geschlagen geben. 1933/34 wurde Hertha hinter dem BFC Viktoria 1889 nur Zweite, obwohl Hertha auch dank Schulz, der in 13 Einsätzen elf Tore beisteuern konnte, den besten Sturm der Liga besaß. In der sich anschließenden Saison gewannen die Herthaner dann jedoch knapp vor Viktoria. Schulz kam mit vier Einsätzen (ein Tor) nicht mehr auf soviel Spielzeit wie in der Vorsaison. In der Endrunde um die Deutsche Meisterschaft 1935 bestritt er dann drei Partien, in denen ihm drei Torerfolge glückten; alle beim 9:0-Kantersieg bei Yorck Boyen Insterburg. Durch zwei Niederlagen zum Ende der Gruppenphase mussten die Berliner dennoch das Ausscheiden hinter PSV Chemnitz verkraften. 1935/36 verlief dann sowohl für Schulz als auch für Hertha nicht nach Wunsch. Schulz gelangen nur fünf Treffer und Hertha verfehlte durch zwei Niederlagen am Saisonende gegen Tennis Borussia (1:3) und SC Nowawes 03 (0:2) die sicher geglaubte Meisterschaft. Doch schon im Folgejahr war Hertha wieder obenauf, woran Schulz, der mit 16 Treffern Torschützenkönig wurde, großen Anteil hatte. In der Endrunde um die Deutsche Meisterschaft 1937 verlor Schulz nach drei Spielen seinen Stammplatz und schied mit Hertha am Ende hinter FC Schalke 04 und Werder Bremen in der Gruppenphase aus. Auch 1937/38 wurde Gerhard Schulz mit elf Treffern bester Torschütze seines Klubs. Am Ende der Saison verpassten die Blau-Weißen jedoch aufgrund des schlechteren Torquotienten hinter dem Berliner SV 1892 den Titelgewinn. In der Saison darauf erzielte Schulz lediglich drei Treffer und musste die Enttäuschung hinnehmen, dass Hertha wegen des schlechteren Torverhältnisses wiederholt Zweiter wurde – diesmal hinter Blau-Weiß 90. Anschließend bestritt Schulz kein Pflichtspiel mehr für Hertha, obwohl er bis 1943 dem Verein angehörte.

## Erfolge
- Berliner Pokalsieger 1932
- Berlin-Brandenburgischer Meister 1933
- Gaumeister Berlin-Brandenburg 1935, 1937